# Tropicoritus
Tropicoritus ruwenzorii es una  especie de coleóptero adéfago de la familia Carabidae y el único miembro del género monotípico Tropicoritus.